# Xiao Jianguo

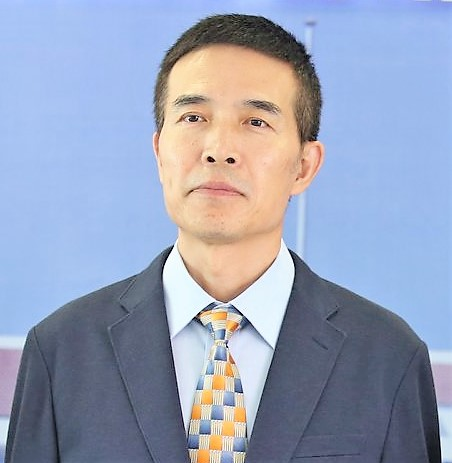
Xiao Jianguo (2018)

Xiao Jianguo (chinesisch 肖建国) ist ein Diplomat der Volksrepublik China.

## Werdegang
Xiao hat einen Doktor in Jura inne.
Xiao arbeitete zunächst in der Abteilung für Verträge und Recht im chinesischen Außenministerium, dann in den chinesischen Botschaften in den Niederlanden und Jamaika und in der Abteilung für Grenz- und Meeresangelegenheiten. 2011 wurde Xiao zum stellvertretenden Gouverneur des Autonomen Bezirks Wenshan in der Provinz Yunnan ernannt und war ab 2015 stellvertretender Generaldirektor der Abteilung für Grenz- und Meeresangelegenheiten.
Am 9. November 2018 wurde Xiao zum neuen Botschafter der Volksrepublik China in Osttimor ernannt. Er löste damit Liu Hongyang in dem Amt ab. Xiao übergab seine Akkreditierung an Präsident Francisco Lú-Olo Guterres am 15. November 2018. Das Amt hatte er bis Ende 2022 inne. Im März 2023 wurde Xiao chinesischer Botschafter in Brunei.